# Kamienica Krenskich w Gdyni
Kamienica Krenskich w Gdyni – zabytkowa kamienica w Gdyni. Mieści się w Śródmieściu przy ul. Świętojańskiej róg Żwirki i Wigury.
Została zbudowana w 1939 przez właścicieli Zakładów Przemysłowych Michał Krenski Sp. z o.o., z siedzibą w Gdyni przy ul. Gdańskiej 15. Zakłady utworzono przed 1912 w Starogardzie Gdańskim, od 1936 z siedzibą w Gdyni; w ich skład wchodziło m.in. 5 tartaków, wytwórnia papy w Bydgoszczy oraz własna sieć dystrybucji.
Po wojnie w kamienicy mieściły się najbardziej reprezentacyjne „Delikatesy”. Od 1987 budynek jest ujęty w rejestrze zabytków.